# (3958) Komendantov
(3958) Komendantov es un asteroide perteneciente al cinturón de asteroides descubierto el 10 de octubre de 1953 por Pelagueya Fiodórovna Shain desde el observatorio de Simeiz en Crimea.
Está nombrado en honor de Nikolái Vasílievich Komendantov (1895-1937), astrónomo ruso.